# Carlópolis
Carlópolis est une municipalité brésilienne située dans l'État du Paraná.